# Hydroksybenzotriazol
Hydroksybenzotriazol, HOBt – organiczny związek chemiczny. Jest to heterocykliczna zasada aromatyczna. HOBt znalazł głównie zastosowanie jako czynnik sprzęgający w syntezie amidów.

## Właściwości fizyczne
HOBt występuje jako monohydrat w postaci białego ciała stałego rozpuszczalnego w DMF oraz THF. Topi się z rozkładem w temperaturze 156–159 °C.

## Otrzymywanie
HOBt może być otrzymany w prosty sposób w reakcji 2-nitrofenylohydrazyny z KOH w środowisku wodnym według równania:

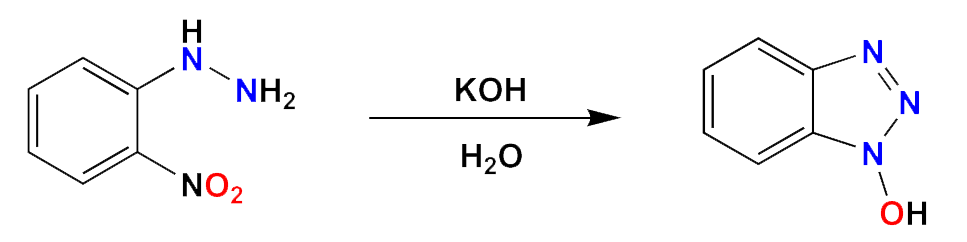
Synteza HOBt z 2-nitrofenylohydrazyny

## Tworzenie wiązań amidowych

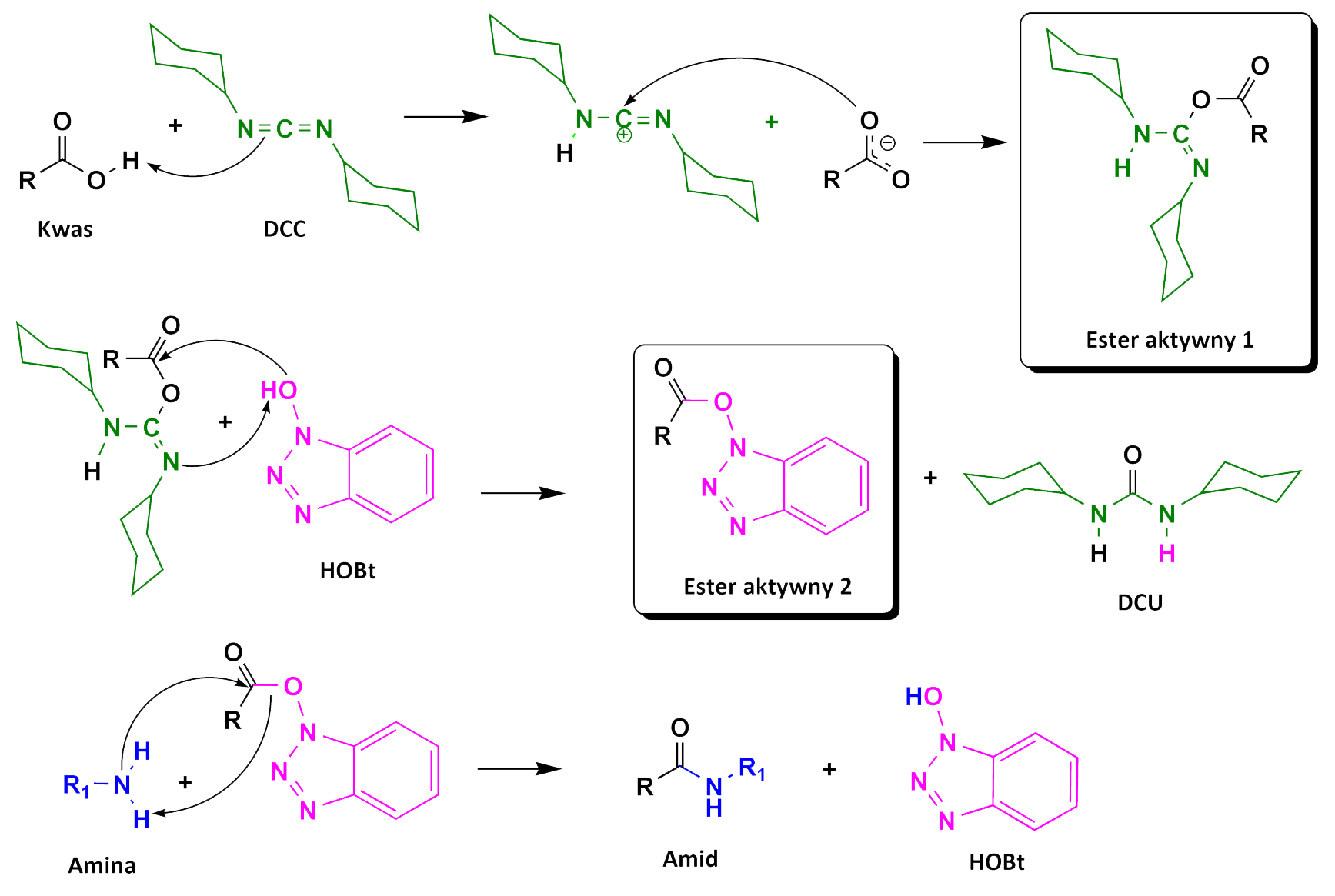
Mechanizm syntezy amidów w reakcji kwasu karboksylowego i aminy z użyciem DCC i HOBt

HOBt jest stosowany do syntezy:
- amidów kwasów karboksylowych:
Najprostszą metodą otrzymania amidów jest synteza z chlorku kwasowego. Amidy kwasów karboksylowych, których nie można przekształcić w chlorki acylowe, lub które są wrażliwe na kwaśne środowisko można otrzymać metoda karbodiimidową (np. z DCC lub DIC) w obecności HOBt. Przykładem jest otrzymywanie amidowych pochodnych antybiotyków jonoforowych np. monenzyny A[4][5][6][7].
- peptydów:
Zastosowanie HOBt w syntezie oligopeptydów ma, oprócz zwiększenia wydajności reakcji drugą ważną zaletę – zapobiega racemizacji chiralnego aminokwasu[3][8].